# إبراهيما باكايوكو
إبراهيما باكايوكو (بالفرنسية: Ibrahima Bakayoko)‏ مواليد 31 ديسمبر 1976 في ساحل العاج، هو لاعب كرة قدم فرنسي. يلعب كمهاجم. مثّل منتخب فرنسا لكرة القدم.

## المسيرة الاحترافية

### أندية لعب لها
- ستاد أبيدجان
- نادي مونبلييه
- نادي إيفرتون
- أولمبيك مارسيليا
- أوساسونا
- نادي إستر
- نادي ليفورنو
- نادي مسينا
- نادي باوك

## روابط خارجية
- إبراهيما باكايوكو على موقع رابطة كرة القدم الفرنسية للمحترفين (الإنجليزية)
- إبراهيما باكايوكو على موقع قاعدة بيانات كرة القدم.إي يو (الإنجليزية)
- إبراهيما باكايوكو على موقع ناشيونال فوتبول تيمز (الإنجليزية)
- إبراهيما باكايوكو على موقع Soccerway.com (الإنجليزية)
- إبراهيما باكايوكو على موقع عالم كرة القدم.نت (الإنجليزية)